# Hattie McDaniel
Hattie McDaniel (n. 10 iunie 1893, Wichita, Kansas, SUA – d. 26 octombrie 1952, Los Angeles, California, SUA) a fost o actriță americană de culoare. A fost fiica unui pastor baptist din Richmond, statul Virginia, mama sa fiind din Nashville, statul Tennessee.

## Activitatea artistică
Și-a început activitatea artistică la vârsta de 18 ani cântând vodeviluri, iar apoi odată cu apariția radioului, în diferite producții muzicale ale acestuia.
Debutul în cinema și l-a făcut în roluri secundare potrivite pentru culoarea pielii, adică roluri de servitoare, începând cu anul 1932. Muzicalul Show Boat (traducere aproximativă „Spectacol pe vas”) i-a adus însă remarcarea ca artistă de cinema.
Rolul Mammy din celebrul film Pe aripile vântului, cu premiera la 15 decembrie 1939, i-a adus însă consacrarea, cu toate că la premiera internațională a producției ce a avut loc la Atlanta, statul Georgia, autoritățile segregaționiste nu i-a permis intrarea în sala de cinema.
Dar acest lucru nu a putut influența hotărârea comisiei de acordare a Premiilor Oscar de a premia prestația sa din faimosul film cu Oscarul pentru cea mai bună artistă în rol secundar la 29 februarie 1940. Hattie McDaniel a fost prima artistă de culoare care a obținut un asemenea premiu.
Abia după 40 de ani, un astfel de premiu s-a mai acordat unui actor de culoare și anume lui Sidney Poitier.
1. 1 2  Hattie McDaniel, SNAC, accesat în 9 octombrie 2017
2. 1 2  Hattie McDaniel, Find a Grave, accesat în 9 octombrie 2017
3. 1 2  Hattie McDaniel, FemBio-Datenbank[*]
4. ↑  Hattie McDaniel, Biography.com, accesat în 19 februarie 2023
5. 1 2  Hattie McDaniel, Encyclopædia Britannica Online, accesat în 9 octombrie 2017
6. ↑  Biographical Dictionary of Afro-American and African Musicians[*] Verificați valoarea |titlelink= (ajutor)
7. ↑  CONOR.SI[*] Verificați valoarea |titlelink= (ajutor)
8. ↑   https://www.oscars.org/oscars/ceremonies/1940 Lipsește sau este vid: |title= (ajutor)
9. ↑   https://www.cogreatwomen.org/project/hattie-mcdaniel/ Lipsește sau este vid: |title= (ajutor)